# Karl Barry Sharpless
Karl Barry Sharpless (n. 28 aprilie 1941, Pennsylvania, SUA) este un chimist american, laureat al Premiului Nobel pentru chimie (2001 și 2022).